# 下甑島分屯基地
座標: 北緯31度42分56.3秒 東経129度43分40.1秒 / 北緯31.715639度 東経129.727806度

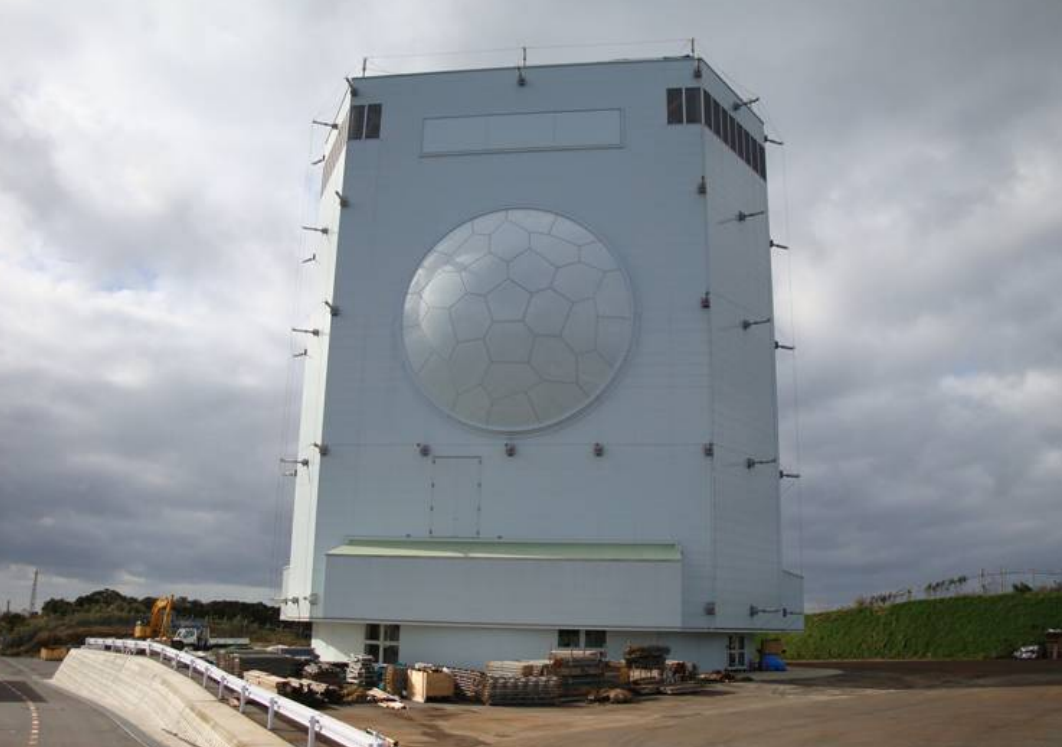
下甑島分屯基地に配備されているJ/FPS-5

下甑島分屯基地（しもこしきじまぶんとんきち、JASDF Shimo-Koshikijima Sub Base）とは、鹿児島県薩摩川内市下甑町長浜無番地に所在し、第9警戒隊が配置されている航空自衛隊春日基地の分屯基地である。
分屯基地司令は、第9警戒隊長が兼務。

## 配置部隊

### 西部航空方面隊隷下
- （西部航空警戒管制団）
  - 第9警戒隊

## 沿革
- 1953(昭和28)年7月 - 米空軍サイト建設
- 1955(昭和30)年6月21日 - 下甑島長浜に要員16名で航空自衛隊西部訓練航空警戒隊第9043部隊として展開
- 1958(昭和33)年5月30日 - 米空軍から航空自衛隊に移管
- 1961(昭和36)年7月15日 - 航空自衛隊西部航空警戒管制団第9警戒群及び下甑島分屯基地に改編
- 1993(平成5)年5月31日 - 医務室開設
- 2003(平成15)年3月27日 - 第9警戒隊へ改編
- 2009(平成20)年3月31日 - 新型レーダーJ/FPS-5の初号機を配備。